# Odonaspis morrisoni
Odonaspis morrisoni är en insektsart som beskrevs av John Wyman Beardsley 1966. 
Odonaspis morrisoni ingår i släktet Odonaspis och familjen pansarsköldlöss. Inga underarter finns listade i Catalogue of Life.